# Grimisuat
Grimisuat (frankoprovensalska: Gremesuat) är en ort och kommun i distriktet Sion i kantonen Valais, Schweiz. Kommunen har 3 906 invånare (2023).